# کلارا دوپون مونو
کلارا دوپون مونو فرانسوی: Clara Dupont-Monod‎؛ زادهٔ ۱۹۷۳در شهر پاریس، نویسندهٔ ادبی و روزنامه‌نگار فرانسوی است.

## زندگی‌نامه
کلارا دوپون مونو، پس از دریافت مدرک کارشناسی ارشد از دانشگاه سوربن، به روزنامه‌نگاری روی آورد. در ۲۰۰۷، سردبیر بخش فرهنگی نشریه «ماریان» شد. همزمان در تهیه برنامهٔ «دنیا را دوباره می‌سازیم» با سازمان رادیو و تلویزیون لوگزامبورگ (RTL) به همکاری پرداخت. از سپتامبر ۲۰۱۲ عهده‌دار تهیه برنامه‌های ادبی رادیو France Inter شد.
او نخستین رمان خود را در سال ۱۹۹۸ منتشر کرد. رمان «داستان یک فاحشه» فرانسوی: Histoire d'une prostituée‎ در ۲۰۰۳ با اقبال روبرو شد. انتشار رمان دیگرش با عنوان «شاه می‌گفت که من شیطان هستم» در ۲۰۱۴ برایش جایزه ادبی «پوئن دو وو» (Point de vue (magazine را به ارمغان آورد. «شورش» فرانسوی: La Révolte‎ مهم‌ترین کار کلارا دوپون مونو محسوب می‌شود که در ۲۰۱۸ در پاریس انتشار یافته و نامزد دریافت جایزه گنکور نیز شده‌است.